# Egregia menziesii
Espèce
Egregia menziesii est une espèce d'algues brunes de la famille des Lessoniaceae selon AlgaeBase (31 oct. 2012), World Register of Marine Species (31 oct. 2012) et NCBI (31 oct. 2012) ou bien de la famille des Alariaceae selon Catalogue of Life (31 oct. 2012) et ITIS (31 oct. 2012).